# حمولة متحللة

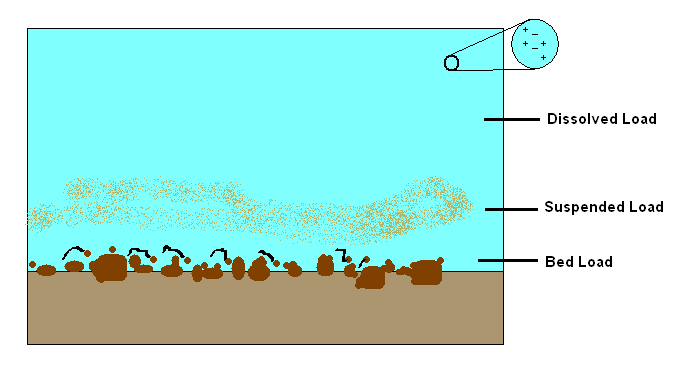

الحمولة المتحللة هو المصطلح المستخدم للمواد، خصوصًا الأيونات الناجمة عن التجوية الكيميائية، والتي تكون موجودة في محلول عبر الجداول المائية. وتساهم الحمولة المتحللة في المقدار الإجمالي من المواد التي يتم جرفها من المستجمع المائي. ومقدار المواد التي يتم نقلها في شكل حمولة متحللة، بشكل نموذجي، يكون أصغر بكثير من الحمولة المعلقة، رغم أن ذلك لا يكون هو الحال دائمًا. وتشتمل الحمولة المتحللة على قدر كبير من إجمالي المواد التي يتم جرفها من المناظر الطبيعية، ويكون تكوينها هامًا فيما يتعلق بتنظيم كيمياء وبيولوجيا الجداول المائية.